# 王子本町
王子本町（日语：／ Ōji-honchō */?）是東京都北區的町名。現行行政地名為王子本町一丁目至王子本町三丁目。已實施住居表示。

## 地理
位於北區中央，JR京濱東北線、東京地下鐵南北線王子站以西的位置。町域內主要為住宅區，也是北區役所所在地，是北區的行政中心。王子本町東臨王子，西接十條台，南連瀧野川，北通中十條、岸町。町域南端有通稱｢音無川｣的石神井川。
一丁目有北區役所、順天中學校、順天高等學校、音無親水公園、王子地域包括支援中心、王子神社，真宗大谷派願德寺，二丁目有區立王子第二小學校，三丁目有都營王子本町三丁目公寓（團地）。

### 地價
依據2014年（平成26年）1月1日的公告地價，王子本町2-27-4的住宅區地價為44萬3000日圓/m2。

## 歷史
王子本町為過去王子村內王子神社所在的本村。1939年（昭和14年），王子區王子町大部分與下十條町一部分合併為王子一丁目～五丁目。1956年（昭和31年），剩餘的王子町成立王子本町一丁目～三丁目。1966年（昭和41年）11月15日實施住居表示，王子本町一丁目～三丁目全域與下十條町一部分組成現在的王子本町一丁目～三丁目。
過去三丁目與十條台一丁目有東京第一造兵廠十條工場，第二次世界大戰後被美軍接收為王子營區。現為北區立中央公園一部分與都營王子本町三住宅等設施。

### 地名由來
是王子神社所在的王子村本村，因此命名為｢王子本町｣。

### 沿革
1939年（昭和14年）以前請參照王子 (東京都北區)。
- 1939年（昭和14年）－東京市王子區王子町大部分成立王子一丁目～五丁目，現王子本町地區仍為王子町る。
- 1943年（昭和18年）7月1日－東京施行都制，為東京都王子區王子町。
- 1947年（昭和22年）3月15日－王子區與瀧野川區（日语：滝野川区）合併，為東京都北區王子町。
- 1956年（昭和31年）－王子町全域成立王子本町一丁目～三丁目。
- 1966年（昭和41年）11月15日－實施住居表示。王子本町一丁目～三丁目全域、下十條町一部分成立北區王子本町一丁目～三丁目。

### 町名變遷
| 實施後         | 實施年月日     | 實施前                                     |
| -------------- | -------------- | ------------------------------------------ |
| 王子本町一丁目 | 1966年11月15日 | 王子本町一、二、三丁目全域，下十條町一部分 |
| 王子本町二丁目 | 1966年11月15日 | 王子本町一、二、三丁目全域，下十條町一部分 |
| 王子本町三丁目 | 1966年11月15日 | 王子本町一、二、三丁目全域，下十條町一部分 |

## 設施
- 北區役所（日语：北区役所 (東京都)）
- 王子本町保育園
- 北區立王子第二小学校
- 順天中學校（日语：順天中学校・高等学校）
- 順天高等學校（日语：順天中学校・高等学校）
- 中央工學校（日语：中央工学校）
- 王子地域包括支援中心
- 音無親水公園 - 與上野公園、代代木公園等獲選為「日本都市公園100選」。
- 王子神社
- 願德寺 - 真宗大谷派。
- 北區新聞社

## 交通
道路
- 東京都道455號本鄉赤羽線（日语：東京都道455号本郷赤羽線）（ 本鄉通）

## 備註
1. ↑  人口統計表（平成26年08月1日現在） 的存檔，存档日期2014-08-19.
2. ↑  『角川日本地名大辞典 13　東京都』，角川書店，1978年
3. ↑  角川日本地名大辞典 13 東京都（角川書店）

## 外部連結
- 北區網站 （页面存档备份，存于）